# Afromimus tenerensis
Afromimus tenerensis ("imitador de África del Desierto de Teneré")  es la única especie conocida del género extinto Afromimus de  dinosaurio terópodo abelisauroideo que vivió a mediados del período Cretácico durante el Aptiense y Albiense hace aproximadamente entre 125 a 115 millones de años en lo que es hoy África. 

## Descripción
Afromimus tiene una longitud estimada de tres metros, siendo un animal bípedo y de constitución ligera. Afromimus fue descrito como de "tamaño mediano" para un ornitomimosaurio. A juzgar por la fusión en las vértebras y entre el peroné y el tarso del espécimen holotipo de Afromimus, el individuo había alcanzado el tamaño adulto antes de morir. La tibia tiene una longitud de 40 centímetro. Sereno notó que el espécimen más grande del ornitomimosaurio Sinornithomimus, un subadulto de al menos siete años, tenía una tibia de una longitud similar, y concluyó que Afromimus tenía un tamaño adulto algo más pequeño, haciéndolo la mitad del tamaño de Gallimimus, el doble del tamaño de Shenzhousaurus y tres veces el tamaño de Nqwebasaurus .

### Vértebras de la cola
Sereno identificó varias características distintivas en las vértebras de la cola de Afromimus. La decimosexta vértebra de la cola tenía depresiones a lo largo de las superficies superior e inferior del amplio centro , que Sereno describió como "en forma de maní". Tal estructura habría estabilizado la cola para que no se flexionara hacia un lado. Las depresiones en las superficies inferiores son menos evidentes hacia la parte trasera de la cola. Este rasgo es compartido con Gallimimus y un ornitomímido sin nombre de la Formación Dinosaur Park, y contrasta con los centros menos anchos de los abelisáuridos Majungasaurus y Masiakasaurus. Sin embargo, entre los abelisáuridos, el noasáurido Elaphrosaurus también tiene vértebras similares.
Además, las prezigapófisis y postzigapófisis, procesos articulares en la parte delantera y trasera de las vértebras que se entrelazan con las vértebras adyacentes son distintivas. Los lados de las prezigapófisis tienen una textura rugosa, que Sereno consideró una autapomorfía o rasgo distintivo. Sin embargo, estas superficies rugosas también se ven en los abelisáuroideos Majungasaurus, Ceratosaurus y Ekrixinatosaurus, y Cerroni y colegas sugirieron que este rasgo puede estar más extendido como indicaciones de inserciones de músculos o ligamentos. Los lados de las postzigapófisis también son rugosos. Las facetas donde se entrelazan las prezigapófisis también son distintivas. Una esquina redondeada en la superficie exterior de la postzigapófisis encaja en una faceta ovalada en la superficie interior de la prezigapófisis, y la punta de la postzigapófisis encaja en una depresión con borde en la prezigapófisis que estaba situada más cerca del centro. El propósito de estas estructuras era probablemente endurecer la cola. Sereno notó que este último rasgo es compartido con Sinornithomimus y ornitomímidos más avanzados, pero también está presente en Majungasaurus, Masiakasaurus y varios abelisáuroideos indios.
Varias apófisis de las vértebras caudales de Afromimus están presentes como crestas o crestas bajas, incluyendo la espina neural y la apófisis transversa, aunque las apófisis transversas se vuelven lisas en la 27.ª vértebra caudal. Debajo de las apófisis transversas, la 16.ª vértebra caudal también tiene una cresta accesoria, acompañada de una depresión debajo de ella; la depresión también se vuelve lisa en la 27.ª vértebra caudal. En la parte inferior de la vértebra, hay un par de crestas prominentes y rugosas donde se unen los cheurones.
Los pedicelos, o superficies donde los chevrones se articulan con sus vértebras correspondientes, están fusionados en una superficie continua en forma de medialuna en Afromimus . Sereno consideró como una autapomorfía el hecho de que la superficie fusionada fuera la mitad de ancha de adelante hacia atrás que de lado a lado, aunque Ceratosaurus, Majungasaurus y Masiakasaurus también tienen la misma condición. A pesar de esto, Cerroni y sus colegas notaron un rasgo distintivo potencial en que el proceso que se proyecta hacia atrás, posterior, del chevrón es mucho más grande que el proceso que se proyecta hacia adelante, anterior, lo que no se ve en ningún ornitomimosaurio o abelisaurio.

### Patas traseras
En el extremo superior de la tibia, Sereno notó una inusual cicatriz de inserción elíptica que lleva una serie de crestas rugosas, ubicada debajo del cóndilo lateral expandido en la superficie exterior del hueso. La mayoría de los ornitomimosaurios carecen de esta cicatriz, pero está presente en los abelisáuroideos Masiakasaurus, Ekrixinatosaurus, Skorpiovenator y Carnotaurus, así como en menor medida en Velocisaurus y Ceratosaurus. Justo al frente de la cicatriz está la cresta peronea, que es más corta y estrecha que las de Sinornithomimus y Gallimimus y también se vuelve más profunda en su extremo inferior. Esta cresta se extiende hasta la parte superior del hueso, lo que es típico de los abelisáuroideos pero es inusual para los ornitomimosaurios y otros terópodos tetanuros, donde está separada por una muesca de la parte superior.  Sin embargo, al igual que en los dos ornitomimosaurios, el borde inferior del cóndilo lateral está claramente delimitado del eje del hueso.
El eje de la tibia está comprimido en la parte delantera y trasera, y se curva hacia afuera, a diferencia de los ejes relativamente rectos de los ornitomimosaurios Sinornithomimus, Gallimimus y Beishanlong y el noasáurido Elaphrosaurus , pero como los noasáuridos Masiakasaurus y Velocisaurus . El extremo inferior de la tibia se expande hacia afuera para formar el maléolo lateral, que tiene un tercio del ancho del extremo inferior y está parcialmente fusionado con el astrágalo, uno de los huesos del tarso. Esta fusión parcial es desconocida en los ornitomimosaurios, pero está presente en Ceratosaurus , los noasáuridos y los Alvarezsauroidea. La superficie de articulación real del astrágalo en la tibia es rugosa y tiene un labio elevado, el contrafuerte medial, en su borde interior, que es desconocido en los ornitomimosaurios pero está presente en Ceratosaurus y varios abelisáuroideos. El borde interior del astrágalo está desplazado del contrafuerte, que es similar a Nqwebasaurus . En comparación con los ornitomimosaurios, la superficie de articulación para un proceso ascendente del astrágalo en la tibia es mucho más pequeña y más baja. En consecuencia, Afromimus tenía un proceso ascendente pequeño y subrectangular en el astrágalo como los de los abelisáuroideos, pero a diferencia de Sinornithomimus , Gallimimus y Harpymimus. El calcáneo, otro hueso del tarso, también está más expuesto en Afromimus .
A diferencia de Sinornithomimus y Gallimimus, la cresta peronea de la tibia no se une con el tubérculo ilioperoneo o trocánter anterior, la inserción del músculo ilioperoneo, en la parte delantera del peroné, porque el tubérculo anterior está situado más hacia atrás unos 2 centímetros. El tubérculo es rugoso y está mejor desarrollado que en los ornitomimosaurios, aunque un tubérculo bien desarrollado es típico de Ceratosaurus y varios abelisáuroideos. En el lado interior del peroné, hay una fosa profunda que se extiende suavemente sobre el eje en forma de un canal que corre por delante del tubérculo anterior. La fosa está cubierta parcialmente por la cresta tibial ensanchada, y también está demarcada por encima por una cresta en ángulo hacia arriba en la parte trasera. También hay una superficie de unión rugosa debajo de la cresta tibial,considerada por Sereno como una autapomorfia. Estas características son similares a las de Ceratosaurus, Masiakasaurus, Skorpiovenator, Arcovenator y Deltadromeus. Algunos tetanuros, como Tyrannosaurus , Neovenator y Beishanlong , también tienen la fosa profunda, pero carecen de las crestas circundantes. Sin embargo, Cerroni y sus colegas notaron que la cresta tibial cubre la fosa peronea en una medida mucho mayor que Masiakasaurus, que es una autapomorfía. El extremo inferior del peroné en Afromimus está relativamente expandido para un ornitomimosaurio, pero se parece a Masiakasaurus, Skorpiovenatory Xenotarsosaurus en este aspecto.
Las garras de los pies de Afromimus muestran características compartidas entre los abelisáuroideos y los ornitomimosaurios. Las superficies inferiores de las garras son relativamente planas, lo que es el caso de la mayoría de los ornitomimosaurios, excepto Beishanlong y Deinocheirus y noasáuridos. Hay dos ranuras para la fijación de una vaina de queratina en el lado de la garra, una cerca de la parte superior y otra cerca de la parte inferior, lo que es común en algunos noasáuridos. Sin embargo, muchos ornitomimosaurios solo tienen la ranura en la parte inferior. En la parte inferior de la garra, hay una plataforma en forma de V para la fijación de la vaina, con un hoyo profundo en el medio. Sereno dedujo que la vaina habría sido una "pezuña" subtriangular en vida. El borde interior de la plataforma es una cresta afilada mientras que el borde exterior es redondeado. Algunos noasáuridos tienen una plataforma similar. La inserción del músculo flexor en la parte posterior de la garra también está hundida, lo que se observa en los ornitomimosaurios.

## Descripción e investigación
En 2017, Paul Sereno nombró y describió el tipo de Afromimus tenerensis. El nombre del género se deriva del latín Afer , "africano", y el griego antiguo mimos, "imitador", una referencia a la presunta pertenencia dentro de Ornithomimosauria. La designación de la especie se refiere al origen en el desierto del Teneré. Posteriormente, en 2019, Mauricio Cerroni y colegas publicaron una reevaluación de Afromimus como miembro de Abelisauroidea.
El único fósil conocido fue excavado durante una expedición de Sereno en una capa de la formación El Rhaz que data entre el Aptiense y el Albiense. Consiste en un esqueleto sin cráneo. Se han conservado: vértebras del medio de la cola y de la parte trasera, dos cheurones y la parte inferior de la tibia derecha y el peroné derecho fusionados. El único espécimen conocido de Afromimus es un esqueleto parcial que consta de siete vértebras de la cola, que se originan en la mitad de la cola y se estima que son las vértebras de la cola 15, 16, 18, 20, 22, 24 y 27, huesos de la extremidad trasera derecha, la tibia, el peroné, los huesos del tarso y las falanges  y parte de una costilla, todos encontrados en un radio de 1 metro. Fue descubierto en 1997 en la localidad de Gadoufaoua en la Formación Elrhaz, en el desierto de Ténéré de Níger. El espécimen está catalogado como MNBH GAD112 en el Musée National Boubou Hama, el museo nacional de Níger en la ciudad de Niamey. Dado que el espécimen estuvo expuesto a los elementos cuando fue encontrado, es posible que estuviera más completo cuando todavía estaba enterrado. Los elementos de las extremidades traseras se descubrieron en su lugar, aunque estaban erosionados , las vértebras de la cola estaban fuera de lugar, y la última vértebra de la secuencia se encontró a varios metros del resto del espécimen.

## Clasificación
Afromimus fue colocado por Sereno dentro de Ornithomimosauria en una posición presumiblemente bastante derivada, basado en la forma de la vértebra sacra con las superficies de la articulación en forma de cacahuete a lo ancho, vértebras sacras mediales de ranuras longitudinales para el contacto con los salientes conjuntos posteriores de la vértebra del frente, y una elevación triangular en la parte inferior de las garras del pie. Sereno pensó que era extraño que los ornitomimosaurios tuvieran una distribución tardía en el hemisferio norte, mientras que las especies más antiguas se encontraron en África. A pesar de varias características compartidas con los abelisáuroideos, Sereno asignó a Afromimus a Ornithomimosauria en 2017. Para apoyar esta posición, afirmó que los centros en "forma de maní" y las depresiones bordeadas en las prezigapófisis en las vértebras de la cola se han reportado en Sinornithomimus, Gallimimus y otros ornitomimosaurios, Deinocheirus también tiene centros amplios, aunque carece de las depresiones prezigapofisarias, mientras que la forma de los centros contrasta con los centros subcirculares en Majungasaurus , Masiakasaurus y alvarezsauroideos.
También llamó la atención sobre las características de las garras del pie, a saber, la cara inferior plana con una plataforma en forma de V y la inserción flexora hundida, que son compartidas con los ornitomimosaurios. Si bien señaló que los dos primeros rasgos son compartidos con los abelisáuridos, así como la ranura de unión de la vaina adicional cerca de la parte superior de la garra, señaló que la última condición no era consistente entre los abelisáuridos. Las ranuras en los abelisáuridos generalmente alcanzan la punta de la garra, mientras que se disipan de antemano en Afromimus y un noasáurido sin nombre también de la Formación Elrhaz. Sereno también notó que la expansión del extremo inferior del peroné se asemeja a Masiakasaurus , pero no al noasáurido sin nombre.
Dentro de los ornitomimosaurios, Sereno no proporcionó una posición concreta para Afromimus, más allá de señalar que era un miembro basal, de divergencia temprana. Señaló que las prezigapófisis eran relativamente cortas en comparación con Harpymimus y Shenzhousaurus y que el proceso ascendente del astrágalo es mucho menos extenso tanto en Afromimus como en Nqwebasaurus en comparación con la mayoría de los demás ornitomimosaurios. Sereno concluyó que las afinidades de Afromimus "probablemente se pondrán a prueba de manera más efectiva mediante el descubrimiento de nuevo material". En 2014, Romain Allain y sus colegas sugirieron que la estrecha relación del africano Nqwebasaurus con los ornitomimosaurios basales euroasiáticos indica que el grupo estaba muy extendido antes de la ruptura de Pangea. En su descripción de Afromimus , Sereno sugirió que los ornitomimosaurios del sur como Afromimus y Nqwebasaurus , a los que etiquetó como los únicos ornitomimosaurios inequívocos del hemisferio sur, fueron una fase temprana en la evolución del grupo. Sin embargo, la eliminación de Afromimus de Ornithomimosauria por Cerroni y sus colegas debilita esta hipótesis, al igual que varios análisis que excluyen a Nqwebasaurus de Ornithomimosauria. Consideraron que la presencia de ornitomimosaurios en el hemisferio sur era dudosa.
El paleontólogo italiano Andrea Cau inmediatamente dio una explicación parcial de esto. Sereno no realizó un análisis cladístico para calcular la filogenia. Cau lo hizo, y como resultado, Afromimus no sería un ornitomimosauriano sino un miembro ligeramente derivado de Abelisauroidea, más precisamente un Noasauridae y dentro de estos un Elaphrosaurinae. Especialmente el tibiotarso, la fusión de la tibia y el peroné, era típico de los noasáuridos. Señaló que esto parecía ser una repetición de la confusión que rodea al propio Elaphrosaurus, que también se consideró durante un tiempo como un ornitomimosauriano. Rechazó el argumento de Sereno de que había descubierto un abelisauroide aún no descrito en las mismas capas y que Afromimus no podía estar allí. Un análisis publicado en 2019 confirmó la idea de Cau, determinando que era un abelisauroideo cercanamente relacionado con Masiakasaurus. En su artículo de 2019, Cerroni y sus colegas analizaron sistemáticamente los rasgos que Sereno señaló que compartían Afromimus y los ornitomimosaurios, y concluyeron que muchos de los mismos rasgos también se pueden encontrar entre los abelisáuroideos. En particular, Afromimus comparte con los abelisáuroideos, vértebras de la cola con depresiones en las prezigapófisis, chevrones con pedicelos fusionados que son cortos de adelante hacia atrás, una cresta peronea en la tibia que se continúa con el extremo superior, un tubérculo ilioperoneo prominente en el peroné, un proceso ascendente subrectangular del astrágalo fusionado al peroné, garras del pie con inserción flexora hundida,es decir, sin tubérculo flexor, y garras de pie con dos ranuras y una protuberancia en el costado.

### Filogenia
Para probar rigurosamente las afinidades de Afromimus, lo agregaron a tres conjuntos de datos filogenéticos. Dos que abarcan terópodos en general, de Carrano et al. de 2012 y Choiniere et al. de 2012 y uno centrado específicamente en Ceratosauria, de Brissón Egli et al.. Los árboles filogenéticos más parsimoniosos para los primeros dos análisis encontraron que Afromimus era un miembro de Ceratosauria, agrupándose con Masiakasaurus y Majungasaurus en el primero y con Masiakasaurus en el segundo. Forzar a Afromimus a ser un ornitomimosaurio resultó en un árbol menos parsimonioso para el último análisis. Finalmente, agregar Afromimus a la matriz centrada en ceratosaurios resultó en que se lo encontrara como parte de Noasauridae en una politomía, grupo sin resolver. En este análisis, la inclusión de Afromimus en Ceratosauria está respaldada por el tubérculo iliofibular prominente. Su inclusión en Noasauridae está respaldada por el extremo inferior aplanado de la tibia y la fusión del proceso ascendente astragalar con el peroné. En vista de estos resultados, Cerroni y sus colegas clasificaron a Afromimus en Abelisauroidea, con una probable posición en Noasauridae. Sin embargo, lo mantuvieron como un taxón válido debido al gran proceso posterior del cheurón y la extensión en la que la cresta tibial del peroné cubre la fosa peronea. El árbol filogenético del análisis se replica parcialmente a continuación.
|  | Spinostropheus                                               |
|  |                                                              |
|  | \| \| Elaphrosaurus \| \| \| \| \| \| Limusaurus \| \| \| \| |
|  |                                                              |
|  | Elaphrosaurus                                                |
|  |                                                              |
|  | Limusaurus                                                   |
|  |                                                              |

|  | Elaphrosaurus |
|  |               |
|  | Limusaurus    |
|  |               |

|  | Ceratosaurus |
|  |              |
|  | Genyodectes  |
|  |              |

|             | Eoabelisaurus |
|             | |
| Noasauridae | \| \| Laevisuchus \| \| \| \| \| \| Masiakasaurus \| \| \| \| \| \| Noasaurus \| \| \| \| \| \| Velocisaurus \| \| \| \| \| \| Afromimus \| \| \| \| |
|             | \| \| Laevisuchus \| \| \| \| \| \| Masiakasaurus \| \| \| \| \| \| Noasaurus \| \| \| \| \| \| Velocisaurus \| \| \| \| \| \| Afromimus \| \| \| \| |
|             | Abelisauridae |
|             | |
|             | Laevisuchus |
|             | |
|             | Masiakasaurus |
|             | |
|             | Noasaurus |
|             | |
|             | Velocisaurus |
|             | |
|             | Afromimus |
|             | |

|  | Laevisuchus   |
|  |               |
|  | Masiakasaurus |
|  |               |
|  | Noasaurus     |
|  |               |
|  | Velocisaurus  |
|  |               |
|  | Afromimus     |
|  |               |

|  | Ceratosaurus |
|  |              |
|  | Genyodectes  |
|  |              |

|             | Eoabelisaurus |
|             | |
| Noasauridae | \| \| Laevisuchus \| \| \| \| \| \| Masiakasaurus \| \| \| \| \| \| Noasaurus \| \| \| \| \| \| Velocisaurus \| \| \| \| \| \| Afromimus \| \| \| \| |
|             | \| \| Laevisuchus \| \| \| \| \| \| Masiakasaurus \| \| \| \| \| \| Noasaurus \| \| \| \| \| \| Velocisaurus \| \| \| \| \| \| Afromimus \| \| \| \| |
|             | Abelisauridae |
|             | |
|             | Laevisuchus |
|             | |
|             | Masiakasaurus |
|             | |
|             | Noasaurus |
|             | |
|             | Velocisaurus |
|             | |
|             | Afromimus |
|             | |

|  | Laevisuchus   |
|  |               |
|  | Masiakasaurus |
|  |               |
|  | Noasaurus     |
|  |               |
|  | Velocisaurus  |
|  |               |
|  | Afromimus     |
|  |               |

|  | Spinostropheus                                               |
|  |                                                              |
|  | \| \| Elaphrosaurus \| \| \| \| \| \| Limusaurus \| \| \| \| |
|  |                                                              |
|  | Elaphrosaurus                                                |
|  |                                                              |
|  | Limusaurus                                                   |
|  |                                                              |

|  | Elaphrosaurus |
|  |               |
|  | Limusaurus    |
|  |               |

|  | Ceratosaurus |
|  |              |
|  | Genyodectes  |
|  |              |

|             | Eoabelisaurus |
|             | |
| Noasauridae | \| \| Laevisuchus \| \| \| \| \| \| Masiakasaurus \| \| \| \| \| \| Noasaurus \| \| \| \| \| \| Velocisaurus \| \| \| \| \| \| Afromimus \| \| \| \| |
|             | \| \| Laevisuchus \| \| \| \| \| \| Masiakasaurus \| \| \| \| \| \| Noasaurus \| \| \| \| \| \| Velocisaurus \| \| \| \| \| \| Afromimus \| \| \| \| |
|             | Abelisauridae |
|             | |
|             | Laevisuchus |
|             | |
|             | Masiakasaurus |
|             | |
|             | Noasaurus |
|             | |
|             | Velocisaurus |
|             | |
|             | Afromimus |
|             | |

|  | Laevisuchus   |
|  |               |
|  | Masiakasaurus |
|  |               |
|  | Noasaurus     |
|  |               |
|  | Velocisaurus  |
|  |               |
|  | Afromimus     |
|  |               |

|  | Ceratosaurus |
|  |              |
|  | Genyodectes  |
|  |              |

|             | Eoabelisaurus |
|             | |
| Noasauridae | \| \| Laevisuchus \| \| \| \| \| \| Masiakasaurus \| \| \| \| \| \| Noasaurus \| \| \| \| \| \| Velocisaurus \| \| \| \| \| \| Afromimus \| \| \| \| |
|             | \| \| Laevisuchus \| \| \| \| \| \| Masiakasaurus \| \| \| \| \| \| Noasaurus \| \| \| \| \| \| Velocisaurus \| \| \| \| \| \| Afromimus \| \| \| \| |
|             | Abelisauridae |
|             | |
|             | Laevisuchus |
|             | |
|             | Masiakasaurus |
|             | |
|             | Noasaurus |
|             | |
|             | Velocisaurus |
|             | |
|             | Afromimus |
|             | |

|  | Laevisuchus   |
|  |               |
|  | Masiakasaurus |
|  |               |
|  | Noasaurus     |
|  |               |
|  | Velocisaurus  |
|  |               |
|  | Afromimus     |
|  |               |

|  | Spinostropheus                                               |
|  |                                                              |
|  | \| \| Elaphrosaurus \| \| \| \| \| \| Limusaurus \| \| \| \| |
|  |                                                              |
|  | Elaphrosaurus                                                |
|  |                                                              |
|  | Limusaurus                                                   |
|  |                                                              |

|  | Elaphrosaurus |
|  |               |
|  | Limusaurus    |
|  |               |

|  | Ceratosaurus |
|  |              |
|  | Genyodectes  |
|  |              |

|             | Eoabelisaurus |
|             | |
| Noasauridae | \| \| Laevisuchus \| \| \| \| \| \| Masiakasaurus \| \| \| \| \| \| Noasaurus \| \| \| \| \| \| Velocisaurus \| \| \| \| \| \| Afromimus \| \| \| \| |
|             | \| \| Laevisuchus \| \| \| \| \| \| Masiakasaurus \| \| \| \| \| \| Noasaurus \| \| \| \| \| \| Velocisaurus \| \| \| \| \| \| Afromimus \| \| \| \| |
|             | Abelisauridae |
|             | |
|             | Laevisuchus |
|             | |
|             | Masiakasaurus |
|             | |
|             | Noasaurus |
|             | |
|             | Velocisaurus |
|             | |
|             | Afromimus |
|             | |

|  | Laevisuchus   |
|  |               |
|  | Masiakasaurus |
|  |               |
|  | Noasaurus     |
|  |               |
|  | Velocisaurus  |
|  |               |
|  | Afromimus     |
|  |               |

|  | Ceratosaurus |
|  |              |
|  | Genyodectes  |
|  |              |

|             | Eoabelisaurus |
|             | |
| Noasauridae | \| \| Laevisuchus \| \| \| \| \| \| Masiakasaurus \| \| \| \| \| \| Noasaurus \| \| \| \| \| \| Velocisaurus \| \| \| \| \| \| Afromimus \| \| \| \| |
|             | \| \| Laevisuchus \| \| \| \| \| \| Masiakasaurus \| \| \| \| \| \| Noasaurus \| \| \| \| \| \| Velocisaurus \| \| \| \| \| \| Afromimus \| \| \| \| |
|             | Abelisauridae |
|             | |
|             | Laevisuchus |
|             | |
|             | Masiakasaurus |
|             | |
|             | Noasaurus |
|             | |
|             | Velocisaurus |
|             | |
|             | Afromimus |
|             | |

|  | Laevisuchus   |
|  |               |
|  | Masiakasaurus |
|  |               |
|  | Noasaurus     |
|  |               |
|  | Velocisaurus  |
|  |               |
|  | Afromimus     |
|  |               |

|  | Spinostropheus                                               |
|  |                                                              |
|  | \| \| Elaphrosaurus \| \| \| \| \| \| Limusaurus \| \| \| \| |
|  |                                                              |
|  | Elaphrosaurus                                                |
|  |                                                              |
|  | Limusaurus                                                   |
|  |                                                              |

|  | Elaphrosaurus |
|  |               |
|  | Limusaurus    |
|  |               |

|  | Ceratosaurus |
|  |              |
|  | Genyodectes  |
|  |              |

|             | Eoabelisaurus |
|             | |
| Noasauridae | \| \| Laevisuchus \| \| \| \| \| \| Masiakasaurus \| \| \| \| \| \| Noasaurus \| \| \| \| \| \| Velocisaurus \| \| \| \| \| \| Afromimus \| \| \| \| |
|             | \| \| Laevisuchus \| \| \| \| \| \| Masiakasaurus \| \| \| \| \| \| Noasaurus \| \| \| \| \| \| Velocisaurus \| \| \| \| \| \| Afromimus \| \| \| \| |
|             | Abelisauridae |
|             | |
|             | Laevisuchus |
|             | |
|             | Masiakasaurus |
|             | |
|             | Noasaurus |
|             | |
|             | Velocisaurus |
|             | |
|             | Afromimus |
|             | |

|  | Laevisuchus   |
|  |               |
|  | Masiakasaurus |
|  |               |
|  | Noasaurus     |
|  |               |
|  | Velocisaurus  |
|  |               |
|  | Afromimus     |
|  |               |

|  | Ceratosaurus |
|  |              |
|  | Genyodectes  |
|  |              |

|             | Eoabelisaurus |
|             | |
| Noasauridae | \| \| Laevisuchus \| \| \| \| \| \| Masiakasaurus \| \| \| \| \| \| Noasaurus \| \| \| \| \| \| Velocisaurus \| \| \| \| \| \| Afromimus \| \| \| \| |
|             | \| \| Laevisuchus \| \| \| \| \| \| Masiakasaurus \| \| \| \| \| \| Noasaurus \| \| \| \| \| \| Velocisaurus \| \| \| \| \| \| Afromimus \| \| \| \| |
|             | Abelisauridae |
|             | |
|             | Laevisuchus |
|             | |
|             | Masiakasaurus |
|             | |
|             | Noasaurus |
|             | |
|             | Velocisaurus |
|             | |
|             | Afromimus |
|             | |

|  | Laevisuchus   |
|  |               |
|  | Masiakasaurus |
|  |               |
|  | Noasaurus     |
|  |               |
|  | Velocisaurus  |
|  |               |
|  | Afromimus     |
|  |               |

## Paleoecología
No se encontraron otros vertebrados fósiles junto con los restos de Afromimus en la localidad de Gadoufaoua.  Sin embargo, se conocen otros dinosaurios de Gaoufaoua: los terópodos Suchomimus, Cristatusaurus, Kryptops yEocarcharia, el saurópodo Nigersaurusy los ornitópodos Ouranosaurus, Lurdusaurus y Elrhazosaurus. Otra fauna incluye cocodrilos, como Sarcosuchus, Stolokrosuchus, Araripesuchus y Anatosuchus, tortugas del género Teneremys, Platycheloides, Taquetochelys y Araripemys y peces como celacanto Mawsonia, el pez pulmonado Ceratodus, y los peces con aletas radiadas Lepidotes y Pliodetes.